# Прапор Південно-Африканської Республіки
Прапор Південно-Африканської Республіки — один з офіційних символів держави ПАР. Прийнятий 27 квітня 1994 року під час перших вільних виборів, що поклали край апартеїду.
Жоден із запропонованих проєктів прапора не був прийнятий відповідною комісією; для проведення виборів 27 квітня і інавгурації Нельсона Мандели 10 травня Державний геральдмайстер ПАР Фредерік Дж. Браунелл запропонував тимчасову версію прапора. Цей варіант отримав широке визнання, і таким чином прапор виборів став державним, що було закріплено в конституції республіки. Введення нового прапора означало відмову від небажаних контекстів, пов'язаних із колишнім прапором ПАС—ПАР, і відбивало демократичний характер сучасної Південно-Африканської держави.

## Галерея

Прапор Південно-Африканського Союзу (1928–1961) і ПАР (1961–1982)
Прапор ПАР в 1982–1994 роках (змінено синій колір на світліший)